# 亞洲華爾街日報
《亞洲華爾街日報》（The Wall Street Journal Asia），一份以亞洲讀者為對象的財經報紙，提供全球的商業和財經新聞和分析。
成立於1976年，現有9個印刷中心和15個分社：曼谷、北京、河內、香港、雅加達、吉隆坡、馬尼拉、孟買、新德里、首爾、上海、新加坡、悉尼、台北和東京。總部設於香港，擁有超過75名記者、13名編輯、2名評論版編輯，現任總編輯為John Bussey。該報亦轉載華盛頓郵報的新聞和專欄評論。
該報由道瓊斯公司擁有，英文原名為，現名於2005年10月17日開始使用。
該報於2017年10月6日出版最後一期。

## 外部連結
- 亞洲華爾街日報網站 （页面存档备份，存于）